# Áctor (hijo de Deión)
En la mitología griega Áctor, (en griego Ἄκτωρ) natural de Fócide, era un de los hijos de Deyón y de Diomede. Sus hermanos fueron Éneto, Fílaco, Céfalo y Asterodía. En el Catálogo de mujeres Áctor es citado como padre de Protesilao, el caudillo de los focios durante la guerra de Troya. Higino refiere que la madre de Protesilao era una tal Diomedea. Otros dicen Astíoque, la hija de Áctor, engendró con Íficlo a Protesilao y Podarces, reconciliando así la genealogía homérica de los dos caudillos de Fócide. También cabe la posibilidad de que sea uno de los argonautas.
Áctor es una figura que se confunde con otro Áctor, rey de Ftía e hijo de Mirmidón. Fue padre de Menecio y abuelo de Patroclo el mirmidón, que por él recibía el patronímico de Actérides o Actórida. Habiendo nacido en Locri, Áctor se trasladó a Enone cuando se casó con Egina, una hija del dios fluvial Asopo. Egina se desposó con Áctor y le alumbró a Menecio, pero la misma también fue madre de Éaco como amante de Zeus. 